# FK 메타
FK 메타(라트비아어: Futbola Klubs Metta)는 리가를 연고로 하는 라트비아의 축구 클럽이다. 현재는 비르스리가에 참가하고 있다.
2006년 FS 메타(FS METTA)로 창단했으며 2007년 라트비아 대학교 시니어 팀과 통합되었다.

## 성적
- 라트비아 1부 리가 1회 우승 (2011)